# Junnosuke Suzuki
Junnosuke Suzuki (japanisch 鈴木 淳之介 Suzuki Junnosuke; * 12. Juli 2003 in der Präfektur Gifu) ist ein japanischer Fußballspieler.

## Karriere
Junnosuke Suzuki erlernte das Fußballspielen in den Jugendmannschaften des FC Divine und des SC Gifu Vamos sowie in der Schulmannschaft der Teikyo University Kani High School. Seinen ersten Vertrag unterschrieb er am 1. Februar 2022 bei Shonan Bellmare. Der Verein aus Hiratsuka, einer Stadt in der Präfektur Kanagawa spielte in der ersten japanischen Liga. In seiner ersten Saison kam er nicht zum Einsatz. Sein Erstligadebüt gab Junnosuke Suzuki am 18. Februar 2023 (1. Spieltag) im Auswärtsspiel gegen Sagan Tosu. Bei dem 51-Auswärtssieg wurde er in der 68. Minute für Ryōta Nagaki eingewechselt.